# 2086
2086 هي سنة قادمة في التقويم الميلادي ستكون سنة بسيطة تبدأ يوم الأربعاء وهي السنة 86 من الألفية الميلادية الثالثة وسنة من سنوات القرن الحادي والعشرين